# Objectief rein
Objectief rein is de zuivere natuurkundige reinheid of consonantie van klank. Dat wil zeggen dat de onderlinge tonen van een twee-, drie- of meerklank exacte veelvouden van elkaar zijn of samen een eenvoudige breukverhouding hebben. Bij een objectieve reine verhouding is de klank voor het gehoor egaal, terwijl bij een kleine afwijking het klankbed onrustig is door de interferentie van de verschil- en somtonen.
Een voorbeeld van objectief rein is 100 Hz en 150 Hz, die samen de breuk 2/3 vormen als ze op elkaar gedeeld worden. Het tegengestelde van objectief rein is objectief vals. Hierbij vormen de frequentiewaarden geen eenvoudige verhouding; bijvoorbeeld 103 Hz en 160 Hz zijn niet rein tot elkaar.
Objectief rein speelt een grote rol in de microtonale muziek, waarbij men onderzoek doet naar de effecten van klanken wanneer deze onderling niet dusdanig gestemd zijn zoals in andere gebruikte toonsystemen als de middentoonstemming, de reine stemming, niet-Westerse toonsystemen of de hedendaags meest toegepaste gelijkzwevende stemming. In de gelijkzwevende stemming zijn, op het octaaf na, alle verhoudingen objectief vals. Elk akkoord klinkt dus altijd in zekere mate vals. Door gewenning beoordelen we een aantal van deze klanken toch echter als rein; dit wordt subjectief rein genoemd.